# Kihansia
Kihansia  (лат.) — монотипный род однодольных растений семейства Триурисовые (Triuridaceae), включающий вид Kihansia lovettii Cheek. Выделен британским ботаником Мартином Роем Чиком в 2003 году.
С недавнего времени включается в состав трибы Kupeaeae, ранее считавшейся монотипной с единственным родом Kupea.

## Распространение, описание
Единственный вид является эндемиком Танзании, распространён в округе Уланга.
Микотрофные гемикриптофиты.